# Rodrigo Cabrera
Rodrigo Cabrera, vollständiger Name Rodrigo Sergio Cabrera Sasía, (* 2. Mai 1989 in Montevideo) ist ein uruguayischer Fußballspieler.

## Karriere

### Verein
Der 1,87 Meter große Defensivakteur „Lolo“ Cabrera ist der Enkel des ehemaligen uruguayischen Nationalspielers José Sasía und der Bruder des Fußballspielers Leandro Cabrera. Er stand zu Beginn seiner Karriere mindestens seit der Apertura 2008 im Kader des Erstligisten Defensor. Dort bestritt er in der Saison 2009/10 17 Spiele in der Primera División und erzielte zwei Treffer. In der Apertura 2010 kam er zu einem weiteren Einsatz (kein Tor) in der höchsten uruguayischen Spielklasse. Noch während der laufenden Saison schloss er sich 2011 auf Leihbasis dem Ligakonkurrenten River Plate Montevideo an. Bis zum Saisonabschluss lief er dort in neun Partien auf und schoss ein Tor. In der Spielzeit 2011/12 bestritt er 16 Erstligabegegnungen (ein Tor). 2012 wechselte er innerhalb der Primera División zu Juventud. Nach 25 Einsätzen 2012/13 und zehn Spielen mit seiner Beteiligung in der Saison 2013/14 führte ihn sein Karriereweg erstmals ins Ausland. Dort begann er 2014 ein Engagement beim Carabobo FC in Venezuela. Er lief für die Venezolaner in 16 Spielen der Primera División auf und traf einmal ins gegnerische Tor. Zur Apertura 2014 kehrte er zu Juventud zurück. In der Saison 2014/15 wurde er dort in 27 Erstligapartien aufgestellt (kein Tor). Im Juli 2015 wechselte er zum spanischen Klub CF Fuenlabrada. Dort lief er in 24 Spielen (kein Tor) der Segunda B auf. Im Juli 2016 schloss er sich dem argentinischen Verein CA Los Andes an, für den er fortan 14 Ligapartien (ein Tor) und eine Begegnung (kein Tor) der Copa Argentina absolvierte. Bislang (Stand: 3. März 2017) kam er in der laufenden Saison 2017 in drei Erstligaspielen (kein Tor) zum Einsatz.

### Nationalmannschaft
Cabrera gehörte der uruguayischen U-20-Auswahl an.